# Диа Евтимова
Диа Евтимова Евтимова е българска тенисистка. Състезателка за Фед Къп.

## Биография
Неин треньор е баща ѝ доктор Евтим Евтимов. Тренира три години и в школата на Жустин Енен в Монс (Белгия) при Карлос Родригес. Любимата ѝ настилка е клеят. 
През 2001 г. Диа Евтимова избрана за тенисистка №2 на Европа при девойките до 14 години.
Дебютът ѝ при жените е през 2002 г. в София на турнира Алианц Къп, но тя губи още в първия кръг на квалификациите.
Най-доброто ѝ представяне е през 2006 г., когато печели две титли и играе три финала на сингъл. Стартира за пръв път в квалификациите на турнир на WTA в Истанбул, но губи от Агнешка Радванска.
2007 и 2008 г. не са успешни за нея, тя бележи значителен спад в играта си. Участва предимно на турнири на ITF с награден фонд $25 000 с променлив успех, като често губи още в първи кръг.
През 2009 г. Диа подобрява играта си и играе четири финала, в Рим, Букурещ, Сандански и Добрич. През септември за пръв път от три години печели титла на турнира в Сандански, побеждавайки убедително на финала Таня Германлиева. През октомври постига най-големия успех в кариерата си с достигането до финала на турнира в Мадрид с награден фонд $50 000, като стартира от квалификациите и отстранява по пътя си три от поставените тенисистки.
През май 2010 г. за пръв път успява да премине квалификациите в турнир на WTA в Ещорил (Португалия), но губи в първи кръг в оспорван мач от бъдещата финалистка испанката Аранча Пара-Сантонха с резултат 6 – 2 2 – 6 4 – 6. Евтимова прави прогрес, като успява да премине квалификации и при следващото си участие на турнир на WTA в Страсбург, Франция. В първи кръг Диа побеждава номер 87 в света Татяна Малек в два сета 6 – 4, 7 – 5. Това е нейната трета победа срещу Малек. С успеха си Евтимова си гарантира ново, най-добро класиране в ранглистата. Във втори кръг се изправя срещу бившата номер едно и 13-ата Мария Шарапова. Диа губи мача в два сета 3 – 6 0 – 6.

## Класиране в ранглистата в края на годината
| Година | 2004 | 2005 | 2006 | 2007 | 2008 | 2009 | 2010 |
| Сингъл | 612  | 575  | 292  | 277  | 446  | 276  | 259  |
| Двойки | -    | 746  | 361  | 731  | 295  | 445  | -    |

## Финали

### Титли на сингъл (6)
| Година | Турнир    | Категория      | Съперник             | Резултат             |
| 2006   | Хасково   | ITF $ 10 000   | Анна Герасиму        | 6 – 4 6 – 7(5) 6 – 3 |
| -      | Палич     | ITF $ 10 000   | Ивета Герлова        | 6 – 0 6 – 4          |
| 2009   | Сандански | ITF $ 10 000   | Таня Германлиева     | 6 – 3 6 – 0          |
| 2011   | Анталия   | ITF $ 10 000   | Марион Го            | 6 – 3 6 – 4          |
| -      | Истад     | ITF $ 25 000   | Яна Чепелова         | 6 – 3 6 – 4          |
| -      | Загреб    | ITF $ 50 000+H | Анастасия Пивоварова | 6 – 2 6 – 2          |

### Загубени финали на сингъл (10)
| Година | Турнир    | Категория    | Съперник          | Резултат          |
| 2005   | Марибор   | ITF $ 10 000 | Мари Андерсон     | 5 – 7 3 – 6       |
| -      | Волос     | ITF $ 10 000 | Патриция Майр     | 4 – 6 6 – 7(5)    |
| 2006   | Русе      | ITF $ 10 000 | Мария Пенкова     | 7 – 5 4 – 6 1 – 6 |
| -      | Марибор   | ITF $ 10 000 | Андрея Клепач     | 4 – 6 6 – 2 3 – 6 |
| -      | Подгорица | ITF $ 25 000 | Ана Веселинович   | 4 – 6 5 – 7       |
| 2007   | Букурещ   | ITF $ 25 000 | Юлия Гьоргес      | 0 – 6 1 – 6       |
| 2009   | Рим       | ITF $ 10 000 | Каролина Косинска | 2 – 6 6 – 3 4 – 6 |
| -      | Букурещ   | ITF $ 10 000 | Елена Богдан      | 3 – 6 1 – 6       |
| -      | Добрич    | ITF $ 10 000 | Симона-Юлия Матей | 2 – 6 3 – 6       |
| -      | Мадрид    | ITF $ 50 000 | Анна Флорис       | 1 – 6 3 – 6       |

### Титли на двойки (2)
| Година | Турнир | Категория    | Партньор          | Съперници                       | Резултат          |
| 2006   | Русе   | ITF $ 10 000 | Каролин Боргерсен | Биляна Павлова Надежда Василева | 6 – 0 6 – 0       |
| -      | Хорб   | ITF $ 10 000 | Йосипа Бек        | Юлия Гьоргес Лидия Стейнбах     | 3 – 6 6 – 3 6 – 3 |

### Загубени финали на двойки (3)
| Година | Турнир  | Категория    | Партньор          | Съперници                          | Резултат    |
| 2006   | Хасково | ITF $ 10 000 | Никол Клерико     | Рита Естевес де Фрейтас Неда Козич | 4 – 6 4 – 6 |
| -      | Марибор | ITF $ 10 000 | Маша Зец Пешкирич | Диана Еначе Антония-Ксения Тоут    | отк.        |
| 2009   | Русе    | ITF $ 10 000 | Малой Ейдесгард   | Йоана Иван Симона-Юлия Матей       | 1 – 6 4 – 6 |